# Scorpion (CPU)
Scorpion是高通設計的ARMv7相容CPU核心，使用於高通的驍龍系統晶片（SoC）上。效能上大致與ARM Cortex-A8以及Cortex-A9相仿。

## 概觀
- 10/12級、帶雙路（2-way）解碼的整數流水線，三路超純量亂序執行[1]
- 指令管線化的VFPv3[2]以及128位元寬度的NEON SIMD單元
- 三個執行端口
- 32 KB資料 + 32 KB指令一級快取
- 256 KB（單個CPU核心配置）或512 KB（雙核配置）的二級快取
- 單CPU核心或雙CPU核心配置
- 2.1 DMIPS/MHz
- 65～28奈米製程